# Bernard Vincent
Bernard Vincent (París, 1941), es un historiador francés que ha trabajado sobre la España moderna, especialmente sobre la sociedad morisca en el siglo XVI.

## Trayectoria
Bernard Vincent estudió en París y logró su agregación universitaria en París (1966). Se orientó a la Historia Moderna, concretamente se centró en la historia social de España en los siglos XVI-XVII. Ha pertenecido a grandes instituciones de investigación, como el Centre National de la Recherche Scientifique (1976-1978), y la École des Hautes Études en Sciences Sociales, donde ha ocupado los mayores cargos hasta su jubilación en 2010.
Vincent ha estado muy vinculado con España; fue miembro de la sección científica de la Casa de Velázquez (1968-1971), director de estudios (1977-1978), y secretario general (1978-1982) de dicha institución. Sigue viajando muy a menudo a los archivos españoles o para sus colaboraciones académicas.
Desde 1997 es miembro correspondiente de la Real Academia de la Historia de Madrid.
Escribió en 1978 una famosa Historia de los moriscos. Vida y tragedia de una minoría, en colaboración con Antonio Domínguez Ortiz, que ha sido revisada en 2009. Muchos de sus libros han aparecido originariamente en castellano. Ha dado visiones de conjunto en Andalucía en la Edad Moderna: economía y sociedad, en España. Los siglos de oro y recientemente en Los siglos XVI-XVII. Política y sociedad.
Es doctor Honoris Causa por las universidades de Alicante (2000), Almería (2004), Granada (2008) y la Universidad Complutense de Madrid (2015).

## Obra
- Historia de los moriscos. Vida y tragedia de una minoría, Madrid, Alianza, 2003, con Antonio Domínguez Ortiz.
- Andalucía en la Edad Moderna: economía y sociedad, Granada, Diputación, 1985.
- Minorías y marginados en la España del siglo XVI, Granada, Diputación, 1987.
- 1492, El año admirable, Barcelona, Crítica, 1992 (or. 1991).
- España. Los siglos de oro, Crítica, 2000 (or. Le temps de l’Espagne XVIe-XVIIe siècles, 1999), con Bartolomé Bennassar.
- «La sociedad española en la época del Quijote», en A. Feros y J. E. Gelabert, eds., España en tiempos del Quijote, Madrid, Taurus, 2004.
- El río morisco, Biblioteca de estudios moriscos, Valencia-Granada-Zaragoza, 2006
- Los siglos XVI-XVII. Política y sociedad, Madrid, Síntesis, 2007, con J. J. Ruiz.